# 渡邉りょう
渡邉 りょう（わたなべ りょう、1996年10月25日 - ）は、東京都渋谷区出身のプロサッカー選手。Jリーグ・ジュビロ磐田所属。ポジションはフォワード（FW）。

## 来歴
高輪高等学校、産業能率大学を卒業。

### アスルクラロ沼津
2019年よりアスルクラロ沼津へ加入した。
沼津での3年半は、病院の受付と自動車販売店で仕事をしながらサッカーを本業としていた。

### 藤枝MYFC
2022年7月、藤枝MYFCへ完全移籍で加入。ここで仕事がサッカー選手一本になった。
2023年、J2初挑戦にして14節終了時点でJ2唯一の二桁得点を達成した。

### セレッソ大阪
2023年7月23日、J1のセレッソ大阪へ完全移籍で加入。5日後の、親善試合パリ・サンジェルマンFC戦で、加入後初出場。リュカ・エルナンデスからボールを奪いアシストを決めて、逆転勝利に貢献した。ちなみに後半82分にはリュカからタックルで仕返しを受けた。9月2日、J1第26節・川崎フロンターレ戦でPKを決めてJ1初ゴールを挙げた。
2024年、コンディション不良が続いたことに加えて、同じポジションにはレオ・セアラが活躍しており、出場機会は少なかった。

### ジュビロ磐田
2024年7月29日、J1のジュビロ磐田に期限付きで移籍した。移籍期間は2025年1月31日まで。9月14日、J1第30節・柏レイソル戦で移籍後初ゴールを決めた。
2025シーズンより磐田へ完全移籍で加入。背番号はかつて中山雅史などが付けた9番となった。

## 所属クラブ
- 2003年 - 2008年 渋谷セントラルSC
- 2009年 - 2011年 渋谷区立代々木中学校
- 2012年 - 2014年 高輪高等学校
- 2015年 - 2018年 産業能率大学
- 2019年 - 2022年7月  アスルクラロ沼津
- 2022年7月 - 2023年7月  藤枝MYFC
- 2023年7月 - 2024年  セレッソ大阪
  - 2024年7月 - 同年12月  ジュビロ磐田 (期限付き移籍)
- 2025年 -  ジュビロ磐田

## 個人成績
| 国内大会個人成績 | 国内大会個人成績 | 国内大会個人成績 | 国内大会個人成績 | 国内大会個人成績 | 国内大会個人成績 | 国内大会個人成績 | 国内大会個人成績 | 国内大会個人成績 | 国内大会個人成績 | 国内大会個人成績 | 国内大会個人成績 |
| 年度             | クラブ           | 背番号           | リーグ           | リーグ戦         | リーグ戦         | リーグ杯         | リーグ杯         | オープン杯       | オープン杯       | 期間通算         | 期間通算         |
| 年度             | クラブ           | 背番号           | リーグ           | 出場             | 得点             | 出場             | 得点             | 出場             | 得点             | 出場             | 得点             |
| 日本             | 日本             | 日本             | 日本             | リーグ戦         | リーグ戦         | リーグ杯         | リーグ杯         | 天皇杯           | 天皇杯           | 期間通算         | 期間通算         |
| ---------------- | ---------------- | ---------------- | ---------------- | ---------------- | ---------------- | ---------------- | ---------------- | ---------------- | ---------------- | ---------------- | ---------------- |
| 2019             | 沼津             | 35               | J3               | 7                | 0                | -                | -                | -                | -                | 7                | 0                |
| 2020             | 沼津             | 35               | J3               | 34               | 7                | -                | -                | -                | -                | 34               | 7                |
| 2021             | 沼津             | 10               | J3               | 21               | 7                | -                | -                | -                | -                | 21               | 7                |
| 2022             | 沼津             | 10               | J3               | 15               | 3                | -                | -                | -                | -                | 15               | 3                |
| 2022             | 藤枝             | 38               | J3               | 17               | 3                | -                | -                | -                | -                | 17               | 3                |
| 2023             | 藤枝             | 9                | J2               | 26               | 13               | -                | -                | 0                | 0                | 26               | 13               |
| 2023             | C大阪            | 35               | J1               | 7                | 1                | -                | -                | 1                | 0                | 8                | 1                |
| 2024             | C大阪            | 35               | J1               | 7                | 0                | 1                | 0                | 2                | 2                | 10               | 2                |
| 2024             | 磐田             | 55               | J1               | 11               | 2                | -                | -                | -                | -                | 11               | 2                |
| 2025             | 磐田             | 9                | J2               |                  |                  |                  |                  |                  |                  |                  |                  |
| 通算             | 日本             | 日本             | J1               | 25               | 3                | 1                | 0                | 3                | 2                | 29               | 5                |
| 通算             | 日本             | 日本             | J2               | 26               | 13               | -                | -                | 0                | 0                | 26               | 13               |
| 通算             | 日本             | 日本             | J3               | 94               | 20               | -                | -                | -                | -                | 94               | 20               |
| 総通算           | 総通算           | 総通算           | 総通算           | 145              | 36               | 1                | 0                | 3                | 2                | 149              | 39               |

出場歴
- Jリーグ初出場 - 2019年3月10日 J3第1節 vsセレッソ大阪U-23（ヤンマースタジアム長居）
- Jリーグ初得点 - 2020年7月11日 J3第3節 vsカターレ富山（富山県総合運動公園陸上競技場）

## タイトル

### 個人
- JPFAアワード J2所属選手の投票によるJ2ベストイレブン:1回 (2023年)

## 関連出演
- MYFCロッカールーム（2023年 、FM島田） 第2、第4水曜日放送、第4水曜日パーソナリティとして出演（第2水曜日は、岩渕良太）[15][16]